# Salah Echallaoui
Salah Echallaoui est un haut responsable de la gestion de l'islam en Belgique, proche de l'administration marocaine, né le 26 janvier 1962 à Béni Meskine (Maroc). Il a été notamment, d'avril 2019 à décembre 2020, directeur de la Grande mosquée de Bruxelles.

## Biographie
Salah Echallaoui est né le 26 janvier 1962 à Béni Meskine (Maroc) et est originaire de Casablanca. En 1985, à l'âge de 23 ans, il arrive en Belgique afin de poursuivre des études d’agronomie. Il s'inscrit à l'école supérieure ISIa à Huy, où il rencontre sa future épouse, originaire d'Andenne. Le couple s’est installé à Huy. Ils ont quatre enfants,
dont trois ont été scolarisés au collège Saint-Quirin.
Après avoir été enseignant de religion islamique, Salah Echallaoui devient en 2002 inspecteur au Ministère de la Communauté française/Fédération Wallonie-Bruxelles pour les cours de religion islamique. Il réside à Ben-Ahin, près de la ville de Huy.
Il est président du Rassemblement des musulmans de Belgique, lié à l'administration marocaine,,, qui promeut en Belgique le modèle marocain de religiosité en conformité avec le rite malékite et le dogme achaarite,
À partir des années 2010, Salah Echallaoui est souvent considéré comme le « décideur de l'ombre » de l'Exécutif des musulmans de Belgique (EMB).
En mars 2016, Salah Echallaoui, lié à l'ambassade marocaine, devient président de l'Exécutif des musulmans de Belgique. L'Exécutif, qui conseille les gouvernements belges sur les généreuses subventions qu'ils accordent aux associations islamiques et aux enseignants, est contrôlé par des personnes proches de l'administration marocaine.
Echallaoui, qui n'est pas membre élu de l'Exécutif des musulmans de Belgique, succède à Nourredine Smaïli au poste de président, alors que le mandat de ce dernier est toujours en cours. Ce qui provoque des tensions internes. L’efficacité de l’Exécutif des musulmans de Belgique est critiquée négativement.
En mai 2018, Echallaoui est remplacé par Mehmet Ustun, mais Salah Echallaoui, réputé propagateur d'un islam modéré, entretient de bonnes relations avec le ministre belge de la Justice Koen Geens et reste actif, jusqu'en décembre 2020, en tant que vice-président.

## Direction de la Grande mosquée de Bruxelles
En 2018, la Belgique décide de confier la gestion de la Grande Mosquée de Bruxelles à l'Exécutif des musulmans de Belgique, proche du gouvernement marocain, car les deux pays entretiennent des liens solides,. L'EMB nomme son ancien président Salah Echallaoui, lié à l'ambassade marocaine, nouveau directeur de la mosquée, à partir du premier avril 2019. Il affirme que l'Exécutif des musulmans de Belgique « s’engage à assumer ses responsabilités dans le développement et l'expansion d’un islam belge, un islam ouvert ancré dans le contexte démocratique belge et européen. »
En 2020, la reconnaissance de la Grande mosquée est refusée sur base d'un rapport cinglant de la Sûreté de l'État établissant les liens entre Salah Echallaoui et le pouvoir marocain,.
En décembre 2020, le nouveau ministre de la Justice et des Cultes Vincent Van Quickenborne estime que Salah Echallaoui est trop proche et trop soumis au pouvoir marocain. Le ministre attend qu'il « fasse un pas de côté » et quitte ses postes de président ou directeur. Le 15 décembre 2020, Echallaoui démissionne de toutes ses fonctions liées à la gestion du culte musulman. Cependant, fin mars 2021, il apparaît qu'Echallaoui et ses partisans sont encore très actifs dans l'ombre. Ils ont sélectionné le nouveau directeur de la Grande mosquée, le successeur d'Echallaoui, également d'origine marocaine.
Peu populaire à la base, Salah Echallaoui a cumulé beaucoup de pouvoirs, avec autoritarisme. Si certains ont apprécié son intelligence et sa loyauté, ses détracteurs lui reprochaient d'avoir fait de la Grande Mosquée « une annexe de l'ambassade du Maroc » et de « promouvoir un islam libéral soufi » aux ordres de l'État belge, sans consistance théologique.

## Dialogue interreligieux
Salah Echallaoui prône la solidarité et l'ouverture entre sunnites et chiites. Il est également très ouvert envers les autres religions : trois de ses enfants ont étudié dans l'enseignement catholique et ont participé à un pèlerinage à Rome.

### Note
1. ↑  À la page 141 de son ouvrage L'iris et le croissant : Bruxelles et l'islam au défi de la co-inclusion, paru aux Presses universitaires de Louvain, le sociologue des religions Felice Dassetto note que cela « ne semble pas poser de problème en termes de devoir de réserve lié au statut de fonctionnaire sur des sujets aussi sensibles. »